# Абутьково (Зубцовский район)
Абу́тьково — деревня в Зубцовском районе Тверской области. Входит в состав Ульяновского сельского поселения.
Находится в 34 километрах к востоку от районного центра Зубцов, от автомагистрали М9 «Балтия» (село Погорелое Городище) — 12 км. Расположена на реке Шоше при впадении ручья (речки) Кретовки, сейчас дома остались только на правом берегу Шоши.

## История
По данным 1859 года казённая деревня Абутьково Зубцовского уезда, 40 вёрст от Зубцова, 73 двора, 524 жителя. Во второй половине XIX — начале XX века Абутьково относилось к Ульяновской волости и Ульяновскому приходу Зубцовского уезда Тверской губернии. В 1888 году в селе 98 дворов, 575 жителей, ветряная мельница, круподёрка, дети учатся в селе Ульяновском.
По переписи 1920 года в деревне Абутьково (Обутьково) — 70 дворов, 538 жителей, центр сельсовета Ульяновской волости. В 1925 году сельсовет в Погорельской волости Ржевского уезда. 1940 году деревня Обутьково (66 дворов) в Черневском сельсовете Погорельского района Калининской области.
Во время Великой Отечественной войны деревня была оккупирована в октябре 1941 года, освобождена в январе 1942 года.
В 1970-80-е годы в Абутькове бригада колхоза им. Ульянова-Ленина, молочная ферма.
В 1997 году — 11 хозяйств, 28 жителей.

## Население
| 1820 | 1859 | 1897 | 1997 | 2002 | 2010 |
| ---- | ---- | ---- | ---- | ---- | ---- |
| 538  | ↘524 | ↗529 | ↘28  | ↘18  | ↘15  |